# Троицкое (Троицкий район)
Тро́ицкое — село (с 1946 по 1991 г. посёлок городского типа) в Алтайском крае, административный центр Троицкого района и Троицкого сельсовета.

## География
Расположено в 97 км к юго-востоку от Барнаула на реке Большая Речка. Железнодорожная станция (Большая Речка) на линии Новосибирск — Бийск.

## Климат
Климат 2010—2013 г.
| Показатель              | Янв. | Фев. | Март | Апр. | Май  | Июнь | Июль | Авг. | Сен. | Окт. | Нояб. | Дек. |
| ----------------------- | ---- | ---- | ---- | ---- | ---- | ---- | ---- | ---- | ---- | ---- | ----- | ---- |
| Абсолютный максимум, °C | 2    | 3    | 10   | 28   | 29   | 33   | 34   | 35   | 33   | 25   | 15    | 1    |
| Средняя температура, °C | −17  | −15  | −8   | 3,5  | 12,2 | 17,1 | 19,5 | 16,7 | 10,8 | 3    | −6,5  | −14  |
| Абсолютный минимум, °C  | −40  | −35  | −22  | −11  | −1   | 8    | 10   | 8    | 0    | −8   | −22   | −40  |

## История
Основано в 1913 г. В 1928 году посёлок Троицкий состоял из 1047 хозяйств, основное население — русские. В административном отношении являлось центром Троицкого сельсовета и Больше-Реченского района Бийского округа Сибирского края.

## Население
| 1926    | 1939    | 1959    | 1970    | 1979    | 1989    |
| ------- | ------- | ------- | ------- | ------- | ------- |
| 5260    | ↗5855   | ↗10 182 | ↗10 848 | ↗11 106 | ↗11 639 |
| 1997    | 1998    | 1999    | 2000    | 2001    | 2002    |
| ↘11 583 | ↘11 296 | ↗11 482 | ↗11 889 | ↘11 815 | ↘10 981 |
| 2003    | 2004    | 2005    | 2006    | 2007    | 2008    |
| ↘10 859 | ↘10 851 | ↘10 785 | ↘10 772 | ↘10 765 | ↗10 791 |
| 2009    | 2010    | 2011    | 2012    | 2013    | 2014    |
| ↘10 718 | ↘10 033 | ↘10 006 | ↘9854   | ↘9662   | ↘9536   |
| 2015    | 2016    | 2017    | 2018    | 2019    | 2020    |
| ↘9501   | ↗9634   | ↗9701   | ↘9591   | ↗9672   | ↘9629   |
| 2021    |         |         |         |         |         |
| ↘9006   |         |         |         |         |         |

Национальный состав
Согласно результатам переписи 2002 года, в национальной структуре населения русские составляли 95 %.

## Известные уроженцы, жители
В посёлке Троицкое первым секретарем РК ВКП(б) трудился Манчха, Пётр Иванович.

## Инфраструктура
2 образовательные школы, библиотеки, клубы, ДК, детские сады, медучреждения, школа искусств, ДСШ, детский дом.

## Экономика
В селе находятся промкомбинат, пищекомбинат, заводы, авторемонтный, маслосыродельный, мехлесхоз, торговые, бытовые предприятия.

## Средства массовой информации
В Троицком районе выпускается газета «На земле троицкой», основанная 11 сентября 1931 года.

## Радио
- 101,4 и 104,1 Милицейская Волна / Катунь FM
- 105,1 Радио России / ГТРК Алтай